# Sokole-Kuźnica (Sucha)
Sokole-Kuźnica – część wsi Sucha w Polsce, położona w województwie kujawsko-pomorskim, w powiecie tucholskim, w gminie Lubiewo. Wchodzi w skład sołectwa Sucha.
W latach 1975–1998 Sokole-Kuźnica administracyjnie należało do województwa bydgoskiego.